# Сёмка, Артём Викторович
Артём Ви́кторович Сёмка (укр. Артем Вікторович Сьомка, род. 18 февраля 1998, Белая Церковь, Киевская область) — украинский футболист, нападающий клуба «Прикарпатье».

## Биография
Воспитанник белоцерковского футбола, первый тренер — Валентин Кривой. В чемпионате ДЮФЛ Украины выступал за белоцерковский «Арсенал» (26 игр, 6 голов) и мариупольский «Ильичёвец» (2 матча). В 2014 году подписал профессиональный контракт с клубом «Арсенал-Киевщина», выступавшем во Второй лиге чемпионата Украины. За «канониров» выступал на протяжении двух лет. В зимнее трансферное окно сезона 2017/18 стал игроком кропивницкой «Звезды». Дебютировал в Украинской Премьер-Лиге 31 марта 2018 года, на 52-й минуте домашнего матча против «Александрии» заменив Алексея Чичикова